# Кунешовські пагорби
Кунешовські пагорби (Kunešovská hornatina) — гірський масив в Словаччині; геоморфологічна підодиниця масиву Кремницькі-Верхи. Найвищі гори — Яворник (1085 м.) і Крагульський-Верх (958 м.). Місце розташування — Банськобистрицький край і Жилінський край.